# Latte macchiato

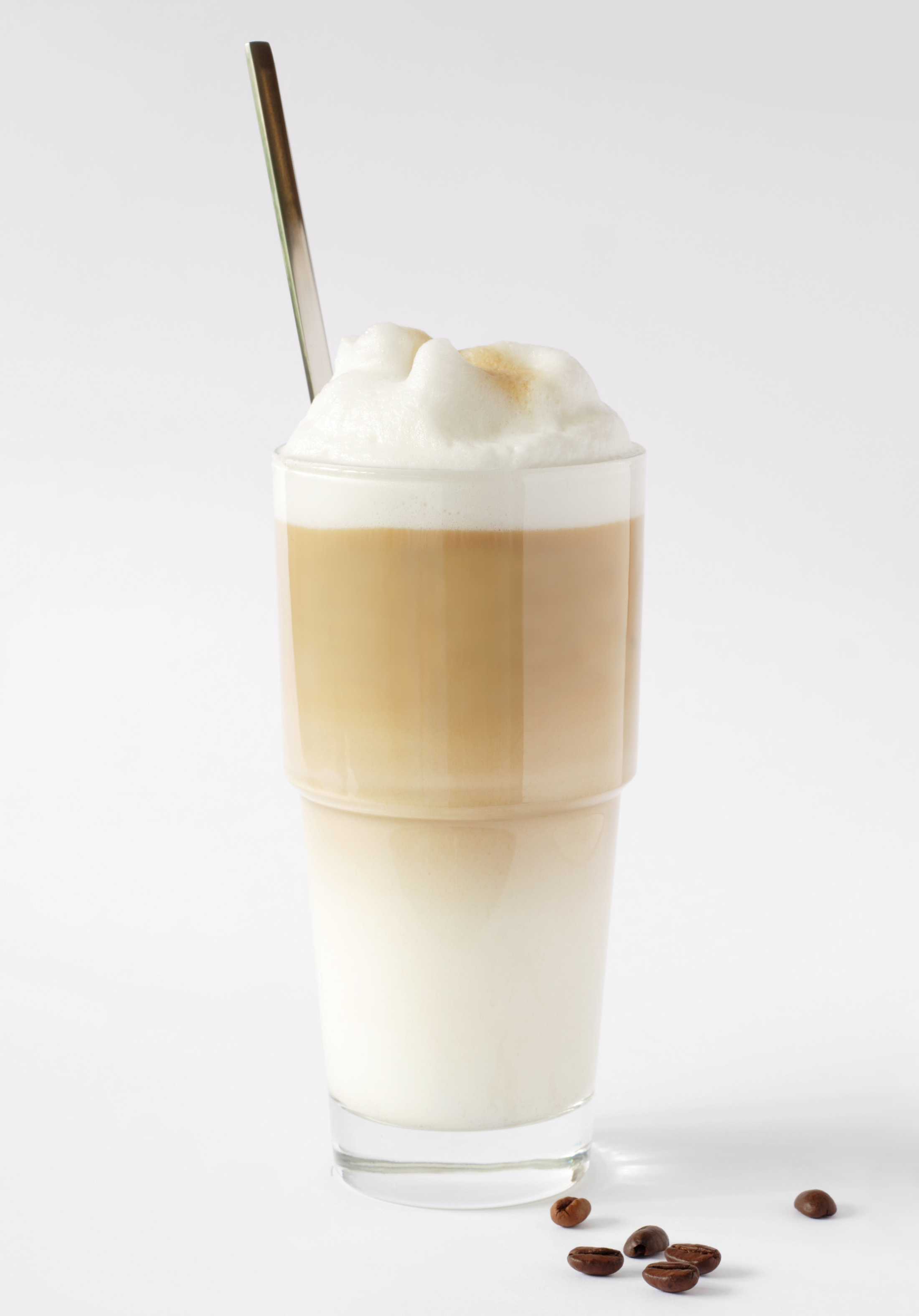
Latte macchiato ve sklenici

Latte macchiato [late makjáto], v italském jazyce doslova „umazané“ či „skvrnité mléko“, je horké mléko s vrstvou espressa (espresso), doplněné mléčnou pěnou.

## Příprava
Latte macchiato se připravuje z našlehaného mléka a espressa. Suroviny jsou stejné jako při přípravě cappuccina, ale liší se způsob přípravy. V nerezové konvičce za pomoci páry se našlehá studené mléko (cca 0,3 litru dle objemu sklenice) na mléčnou pěnu. Teplota mléka po našlehání by neměla přesáhnout 70 °C (jakmile začne být konvička horká na dotek). Pěna musí být jemná, velké bubliny lze odstranit poklepáním konvičky o stůl. Mléko s pěnou se přelije do sklenice tak, aby pěna dosahovala kousek pod okraj sklenice – používá se střední nebo vysoká úzká sklenice (mléko ji možné pro zjednodušení šlehat přímo ve sklenici, ale musí se dávat větší pozor na teplotu mléka). Do další malé nahřáté konvičky se vyextrahuje espresso, které se poté pomalu nalije do sklenice. Ve sklenici se vrstvy oddělí a je vidět dole mléko, nad ním mléko s espressem a nahoře mléčnou pěnu. Pokud to přístroj umožňuje, je možné espresso extrahovat do sklenice přímo. Nalévání espressa vytvoří na pěně skvrnu, proto se tomuto nápoji říká latte machhiato = skvrnité mléko. S využitím tyčinky nebo špejle lze dotvořit skvrnu do zajímavých tvarů, tomuto umění se říká latte art.
Stejně jako u cappuccina, latte machhiato se nezdobí skořicí, protože ta přebíjí chuť kávy. V případě přání je latte macchiato možné dozdobit kakaovým sirupem nebo kakaem. Skořici lze použít pouze na výslovné přání zákazníka.